# Зеленица (река)
Зеленица — река в Украинских Карпатах, в пределах Надворнянского района Ивано-Франковской области. Правый приток Быстрицы-Надворнянской (бассейн Днестра).

## Расположение
Река берёт начало на юго-западных склонах горы Довбушанка, что в Горганах, (в верхнем течении река носит название Зубровка). Течёт сначала на юг, потом возвращает юго-восток и восток, затем на северо-восток и далее — на северо-запад. Впадает в Быстрицу-Надворнянскую в пределах села Зелёная.

## Описание
Длина реки 26 км, площадь бассейна 138 км². Долина реки V-образная. Русло порожистое, шириной 8 м. Уклон реки 30 м/км. Нередко бывают наводнения, иногда достаточно разрушительные.
Притоки: Сытный, Черник (левые) Зеленичка, Зубричний (правая).
- На правом берегу Зеленица, неподалёку от юго-восточной окраине села Зелёная, расположен Бредулецкий заказник.